# Burg, Aargau
Burg är en ort och kommun i distriktet Kulm i kantonen Aargau, Schweiz. Kommunen har 1 066 invånare (2021).
Namnet refererar till slottet Unter-Rinach som troligen byggdes under 1100-talet. Rinach-ätten var vasaller till furstehuset Habsburg. Slottet förstördes av Schweiziska edsförbundet under slaget vid Sempach och återuppbyggdes aldrig.